# حزب پلنگ‌های خاکستری آلمان

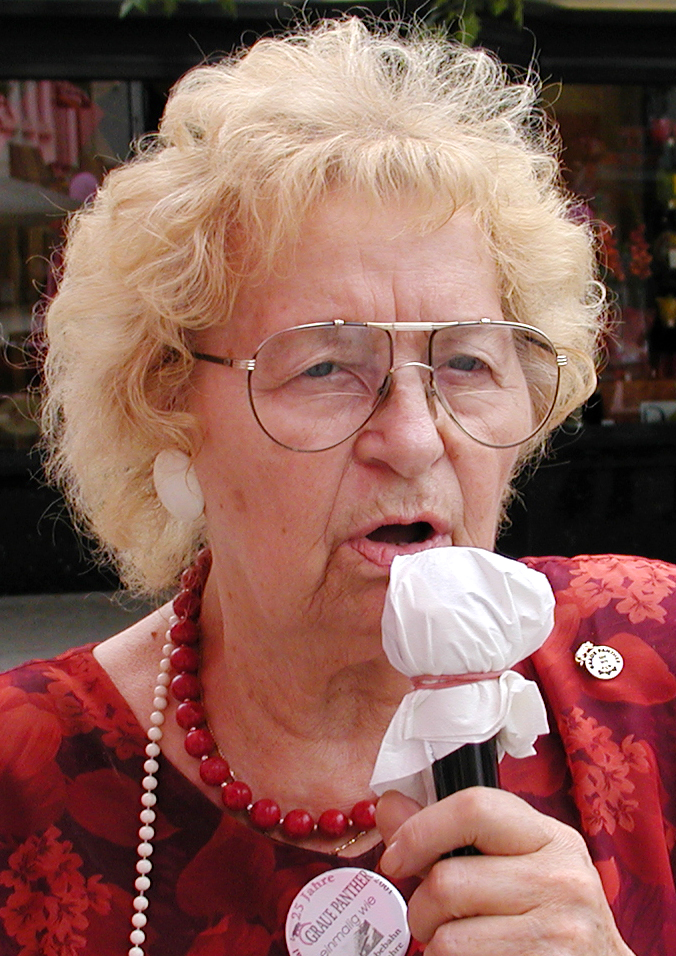
تورده اونروه، بنیان‌گذار حزب پلنگ‌های خاکستری - ۲۰۰۲

حزب پلنگ‌های خاکستری حزب سیاسی در آلمان است که توسط فعال سیاسی تورده اونروه بنیان‌گذاشته شد.
فعالیت عمدهٔ این حزب دفاع از حقوق سالمندان و تضمین پایداری حقوق بازنشستگی است. این حزب در زمینه‌های زیست‌محیطی نیز فعال است.
این حزب در انتخابات فدرال اخیر آلمان حدود ۰.۴ درصد رای آورد که آن را پس از احزاب اصلی جز بیشترین رای‌ها در بین احزاب فرعی و کوچک قرار می‌دهد.